# Allantospermum
Allantospermum é um género botânico pertencente à família Irvingiaceae.

## Sinonímia
- Cleistanthopsis Capuron

## Espécies
Apresenta duas espécies:
- Allantospermum borneense
- Allantospermum multicaule